# Powiat Tsukuba
Powiat Tsukuba (jap. 筑波郡 Tsukuba-gun) – dawny powiat w Japonii, w prefekturze Ibaraki. Z dniem 13 lutego 2005 roku liczył 40 432 mieszkańców i zajmował powierzchnię 79,14 km².

## Historia[2]

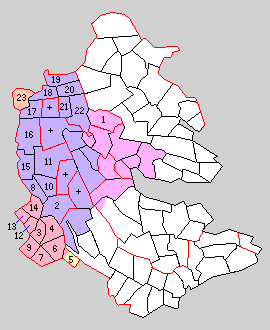
Powiat Tsukuba (1889 r.)

- Powiat został założony 2 grudnia 1878 roku. Wraz z utworzeniem nowego systemu administracyjnego 1 kwietnia 1889 roku powiat Tsukuba został podzielony na 2 miejscowości i 20 wiosek[3].
- 1 kwietnia 1896: (3 miejscowości, 24 wioski)
  - do powiatu Tsukuba zostały przeniesione wioski Nagasaki (z powiatu Kitasōma), Katsuragi, Ōho, Tamiyama (z powiatu powiatu Niihari) oraz Onogawa (z powiatu Kōchi).
  - wioska Yamanoshō została włączona do powiatu Niihari.
- 17 kwietnia 1938 – w wyniku połączenia wiosek Kashima i Nagasaki powstała wioska Yahara. (3 miejscowości, 23 wioski)
- 1 kwietnia 1953 – wioska Ōho zdobyła status miejscowości. (4 miejscowości, 22 wioski)
- 3 listopada 1953 – wioska Kamigo zdobyła status miejscowości. (5 miejscowości, 21 wiosek)
- 1 czerwca 1954 – wioska Takasai została włączona w teren miejscowości Shimotsuma z powiatu Makabe. (5 miejscowości, 20 wiosek)
- 1 lipca 1954 – w wyniku połączenia wiosek Mishima, Yaita, Toyo i Obari powstała wioska Ina. (5 miejscowości, 17 wiosek)
- 1 lutego 1955 – miejscowość Tsukuba (jap. 筑波町) powiększyła się o teren miejscowości Hōjō oraz wiosek Tamiyama, Tai i Oda. (4 miejscowości, 14 wiosek)
- 21 lutego 1955 – wioska Kuga została podzielona, część została włączona do wsi Ina, a pozostała część do miejscowości Fujishiro (z powiatu Kitasōma). (4 miejscowości, 13 wiosek)
- 1 marca 1955 – w wyniku połączenia wiosek Yahara, Towa, Fukuoka oraz Kokinu (z powiatu Kitasōma) powstała wioska Yawara. (4 miejscowości, 11 wiosek)
- 1 marca 1955: (4 miejscowości, 7 wiosek)
  - miejscowość Yatabe powiększyła się o teren wiosek Onogawa, Katsuragi, Shimana oraz części wsi Mase.
  - pozostała część Mase została włączona w teren miasta Mitsukaidō.
- 1 kwietnia 1955: (4 miejscowości, 6 wiosek)
  - w wyniku połączenia miejscowości Kamisato i części wsi Asahi powstała miejscowość Toyosato.
  - pozostała część wsi Asahi została włączona do miejscowości Ōho.
- 10 czerwca 1955 – wioska Ina powiększyła się o teren wsi Itabashi. (4 miejscowości, 5 wiosek)
- 30 września 1956: (4 miejscowości, 3 wioski)
  - wioska Yoshinuma została podzielona, część została włączona do miejscowości Toyosato, a pozostała część do miejscowości Ōho.
  - wioska Sakuoka została włączona do miejscowości Tsukuba.
- 1 lipca 1957 – wioska Sugama została włączona do miejscowości Tsukuba. (4 miejscowości, 2 wioski)
- 1 kwietnia 1985 – wioska Ina zdobyła status miejscowości. (5 miejscowości, 1 wioska)
- 30 listopada 1987 – miejscowości Yatabe, Toyosato i Ōho połączyły się z wioską Sakura (z powiatu Niihari) tworząc miasto Tsukuba (jap. つくば市). (2 miejscowości, 1 wioska)
- 31 stycznia 1988 – miejscowość Tsukuba (筑波町) została włączona w teren miasta Tsukuba (つくば市). (1 miejscowość, 1 wioska)
- 27 marca 2006 – miejscowość Ina i wioska Yawara połączyły się tworząc miasto Tsukubamirai. W wyniku tego połączenia powiat Tsukuba został rozwiązany.